# Shōwa Genroku Rakugo Shinjū
Shōwa Genroku Rakugo Shinjū (昭和元禄落語心中 Shōwa Genroku Rakugo Shinjū?) es un manga japonés escrito por Haruko Kumota. El manga ha sido adaptado a un OVA y a una serie de anime de dos temporadas, producidas por Studio Deen y dirigidas por Mamoru Hatakeyama.
Una serie de acción en vivo fue transmitida en el canal NHK desde el 12 de octubre de 2018 hasta el 14 de diciembre del mismo año.

## Argumento
Yotarō, el protagonista de la historia, acaba de salir de la cárcel y solo tiene un objetivo: convertirse en el aprendiz de Yakumo Yurakutei VIII, un maestro del rakugo, arte japonés de contar historias de monólogo. Tras ser aceptado por Yakumo conoce a su protegida, Konatsu, hija de otro gran exponente muerto de manera trágica: Sukeroku Yurakutei II. El joven Yotarō se esfuerza para dar lo mejor de sí y encontrar su propio estilo de rakugo.

## Personajes

### Principales
Yakumo Yurakutei V (代目 有楽亭 八雲?) (Kikuhiko/Bon)
Voz por: Akira Ishida
Un contador de historias conocido por su estilo perfeccionista de rakugo. En su infancia era llamado Bon, cuando se convirtió en estudiante de Yakumo VII recibió el nombre de Kikuhiko. Originalmente fue un bailarín pero con su pierna fracturada decidió seguir el camino del rakugo, haciendo énfasis en una ejecución sin fallas y encontrando inspiración gracias a Sukeroku. Hereda el nombre de Yakumo tras la muerte de Sukeroku y Miyokichi. Se convierte en el presidente de la Asociación de Rakugo. Él y Matsuda ocultan la verdad de lo que le sucedió a Sukeroku y Miyokichi aquella noche, por el bien de Konatsu.
Sukeroku Yurakutei (代目 有楽亭 助六?) (Hatsutaro/Shin)
Voz por: Koichi Yamadera
Un contador de historias rakugo conocido por su estilo libre y fresco. Nacido de nombre Shin, fue nombrado Hatsutaro al convertirse en estudiante de séptima generación. Poco después cambia su nombre a Sukeroku. Debido a su rebelde estilo deja la escuela y se casa con Miyokichi para iniciar una familia, donde dedica su vida bebiendo y deprimido. Muere al caer de un balcón en una posada.
Miyokichi (みよ吉 Miyokichi?)
Voz por: Megumi Hayashibara
Antigua amante del maestro de Yakumo y Sukeroku, regresó con ellos cuando terminó la Segunda Guerra Mundial. Ejerció de prostituta para poder sobrevivir en el frente. Es la madre de Konatsu y, se transforma en una geisha. Estuvo enamorada de Kikuhiko, amor al que tuvo que renunciar cuando notó que él dedicaría su vida al rakugo. De este modo, realizó su vida con Sukeroku II, con quien tuvo a Konatsu. A pesar de que estuvo apartada de Yakumo por varios años, aún está enamorada de él. Odia al rakugo y le prohibía a Konatsu practicarlo cuando ella aún vivía con ellos. Fallece de una manera trágica.
Yotarō (与太郎?) (Sukeroku III)
Voz por: Tomokazu Seki
Habiendo estado preso, se enamoró del rakugo al presenciar la actuación de Yakumo VIII. Al salir de la cárcel, lo busca y le pide ser se aprendiz. Es un hombre simple e inocente, características que le valieron para ser bautizado, por parte de su mentor Yakumo, "Yotarō". Diez años más tarde, luego de mucho entrenamiento y poder ser reconocido, adopta el nombre Sukeroku III. Considera a Konatsu su hermana y está muy enamorado de ella. Meses después del nacimiento del hijo de ella, se casan y crían a Shinnosuke como hijo de ambos. Al final del manga, tienen una hija que es muy parecida a su padre.
Konatsu (小夏?)
Voz por: Yu Kobayashi
Es la hija de Sukeroku. A pesar de su carácter fuerte, es una mujer honesta y sincera. Amó a su padre y el rakugo que interpretaba. Le guarda rencor a su madre por el tipo de mujer que era y también a Yakumo porque fue el causante de la muerte de su amado padre, aunque esto se debe a una confusión de su recuerdos debido a que era una niña durante la trágica noche de la muerte de su padres.Tuvo un hijo, Shinnosuke sin revelar el nombre del padre, que resultó ser el antiguo jefe de Yotarō, aunque esto se desmiente en el último capítulo de la segunda temporada. Se casa con este último, al cual ama tiernamente y le da una hija.
Shinnosuke (慎之介?)
Voz por: Mikako Komatsu
Hijo de Konatsu y adoptivo de Yotarō. Considera a Yakumo su abuelo y ambos mantienen una tierna relación. Adora a sus padres y es desde muy pequeño un prodigio en el rakugo. En el último se revela que su verdadero padre es Yakumo.

### Secundarios
Yakumo Yurakutei VII (7代目 有楽亭 八雲?)
Un famoso contador de historias, fue el maestro de Kikuhiko y Sukeroku.
Amaken (アマケン?)
Crítico del rakugo y fan de Yakumo. Su padre fue crítico literario.
Matsuda ( 松田?)
Es el asistente y chofer de Yakumo. Es gentil y relajado. Ha servido tanto a Kikuhiko como a su predecesor.
Mangetsu Tsuburaya IV (4代目 円屋 萬月?)
Antiguo rakugoka que trabaja en televisión.
Eisuke Higuchi (樋口 栄助?)
Llamado "Sensei" es un escritor que trabaja con Sukeroku III.
Shinnosuke (信之助?)
Es el hijo de Konatsu. No se conoce quién es su padre.

## Lanzamiento

### Manga
Ha sido publicado en la revista ITAN de la editorial Kōdansha entre el 25 de marzo de 2010 y el 7 de junio de 2016. La obra posee 31 capítulos que han sido recopilados en 10 tomos tankōbon. A partir del 23 de mayo de 2017 será editada en inglés bajo el nombre Descending Stories: Shōwa Genroku Rakugo Shinjū, por parte de la editorial Kodansha Comics USA. En Taiwán es publicada por la editorial Tong Li Publishing Co., Ltd.

#### Publicaciones
| 1 | «Volumen 1»  | 7 de julio de 2011      | ISBN 978-4-06-380514-7 |
| "La odisea de Yotaro" (与太郎放浪篇 Yotarō Hōrō Hen) - "I" (其の一 Sono Ichi) - "II" (其の二 Sono Ni) - "III" (其の三 Sono San) - "IV" (其の四 Sono Yon)           |              |                         |                        |
| 2 | «Volumen 2»  | 6 de enero de 2012      | ISBN 978-4-06-380554-3 |
| "La odisea de Yotaro" (与太郎放浪篇 Yotarō Hōrō Hen) - "V" (其の五 Sono Go) Yakumo to Sukeroku Hen (八雲と助六篇) - "I" (其の一 Sono Ichi) - "II" (其の二 Sono Ni) |              |                         |                        |
| 3 | «Volumen 3»  | 5 de octubre de 2012    | ISBN 978-4-06-380592-5 |
| Yakumo to Sukeroku Hen (八雲と助六篇) - "III" (其の三 Sono San) - "IV" (其の四 Sono Yon) - "V" (其の五 Sono Go)                                                    |              |                         |                        |
| 4 | «Volumen 4»  | 7 de junio de 2013      | ISBN 978-4-06-380631-1 |
| Yakumo to Sukeroku Hen (八雲と助六篇) - "VI" (其の六 Sono Roku) - "VII" (其の七 Sono Nana) - "VIII" (其の八 Sono Hachi)                                            |              |                         |                        |
| 5 | «Volumen 5»  | 7 de febrero de 2014    | ISBN 978-4-06-380670-0 |
| Yakumo to Sukeroku Hen (八雲と助六篇) - "IX" (其の九 Sono Kyū) Sukeroku Futatabi Hen (助六再び篇) - "I" (其の一 Sono Ichi) - "II" (其の二 Sono Ni)                 |              |                         |                        |
| 6 | «Volumen 6»  | 7 de agosto de 2014     | ISBN 978-4-06-380708-0 |
| Sukeroku Futatabi Hen (助六再び篇) - "III" (其の三 Sono San) - "IV" (其の四 Sono Yon) - "V" (其の五 Sono Go)                                                       |              |                         |                        |
| 7 | «Volumen 7»  | 6 de marzo de 2015      | ISBN 978-4-06-380752-3 |
| Sukeroku Futatabi Hen (助六再び篇) - "VI" (其の六 Sono Roku) - "VII" (其の七 Sono Nana) - "VIII" (其の八 Sono Hachi)                                               |              |                         |                        |
| 8 | «Volumen 8»  | 7 de agosto de 2015     | ISBN 978-4-06-380788-2 |
| Sukeroku Futatabi Hen (助六再び篇) - "IX" (其の九 Sono Kyū) - "X" (其の十 Sono Jū) - "XI" (其の十一 Sono Jū Ichi)                                                  |              |                         |                        |
| 9 | «Volumen 9»  | 5 de febrero de 2016    | ISBN 978-4-06-380832-2 |
| Sukeroku Futatabi Hen (助六再び篇) - "XII" (其の十二 Sono Jū Ni) - "XIII" (其の十三 Sono Jū San) - "XIV" (其の十四 Sono Jū Yon)                                    |              |                         |                        |
| 10 | «Volumen 10» | 7 de septiembre de 2016 | ISBN 978-4-06-380876-6 |
| Sukeroku Futatabi Hen (助六再び篇) - "XV" (其の十五 Sono Jū Go) - "XVI" (其の十六 Sono Jū Roku) - "XVII" (其の十七 Sono Jū Nana)                                   |              |                         |                        |

### Shōwa Genroku Rakugo Shinjū: Yotarō Hōrō-hen
Shōwa Genroku Rakugo Shinjū: Yotarō Hōrō-hen (昭和元禄落語心中 与太郎放浪篇?) es un OVA de dos episodios que fueron lanzados junto con los volúmenes 7 y 8 del manga. Estos capítulos fueron luego readaptados en la serie de anime. La producción de estos episodios fue realizada por el Studio DEEN.

### Anime
La obra fue adaptada a una serie de anime que constará de dos temporadas. La primera fue transmitida entre el 9 de enero de 2016 y el 2 de abril de 2016, constando de 13 episodios. La segunda temporada comenzó a transmitirse el 7 de enero de 2017. Fueron mantenidos tanto el equipo de producción como el reparto que trabajó en el OVA.

#### Primera temporada
Esta primera temporada cubre los cinco primeros volúmenes del manga. Además, Sanae Kobayashi y Koharu Tatekawa prestaron sus voces para los personajes de Kikuhiko y Sukeroku, respectivamente, cuando eran niños. El opening de la serie fue Usurai Shinjuu (薄ら氷心中) por Megumi Hayashibara y el ending Kawa, Taredoki (かは、たれどき), a cargo de Kana Shibue.
 Lista de episodios 
| #  | Título                                    | Estreno               |
| -- | ----------------------------------------- | --------------------- |
| 1  | «Episodio 1» «Dai-ichi wa» (第一話)       | 9 de enero de 2016    |
| 2  | «Episodio 2» «Dai-ni wa» (第二話)         | 16 de enero de 2016   |
| 3  | «Episodio 3» «Dai-san wa» (第三話)        | 23 de enero de 2016   |
| 4  | «Episodio 4» «Dai-yon wa» (第四話)        | 30 de enero de 2016   |
| 5  | «Episodio 5» «Dai-go wa» (第五話)         | 6 de febrero de 2016  |
| 6  | «Episodio 6» «Dai-roku wa» (第六話)       | 13 de febrero de 2016 |
| 7  | «Episodio 7» «Dai-nana wa» (第七話)       | 20 de febrero de 2016 |
| 8  | «Episodio 8» «Dai-hachi wa» (第八話)      | 27 de febrero de 2016 |
| 9  | «Episodio 9» «Dai-kyū wa» (第九話)        | 5 de marzo de 2016    |
| 10 | «Episodio 10» «Dai-jū wa» (第十話)        | 12 de marzo de 2016   |
| 11 | «Episodio 11» «Dai-jū ichi wa» (第十一話) | 19 de marzo de 2016   |
| 12 | «Episodio 12» «Dai-jū ni wa» (第十二話)   | 26 de marzo de 2016   |
| 13 | «Episodio 13» «Dai-jū san wa» (第十三話)  | 2 de abril de 2016    |

#### Segunda temporada
Shōwa Genroku Rakugo Shinjū: Sukeroku Futatabi-hen (昭和元禄落語心中 ー助六再び篇ー?) es el nombre de la segunda temporada de la serie que se estrenó el 7 de enero de 2017. El personaje Higuchi ya había aparecido en la primera temporada (episodio 10), habiendo sido representado por Masaaki Yano. El opening de esta temporada es Imawa no Shinigami (今際の死神), interpretado por Megumi Hayashibara, mientras que el ending es Kawa, Taredoki (かは、たれどき) por Kana Shibue.
 Lista de episodios 
| #  | Título                                    | Estreno               |
| -- | ----------------------------------------- | --------------------- |
| 1  | «Episodio 1» «Dai-ichi wa» (第一話)       | 7 de enero de 2017    |
| 2  | «Episodio 2» «Dai-ni wa» (第二話)         | 14 de enero de 2017   |
| 3  | «Episodio 3» «Dai-san wa» (第三話)        | 21 de enero de 2017   |
| 4  | «Episodio 4» «Dai-yon wa» (第四話)        | 28 de enero de 2017   |
| 5  | «Episodio 5» «Dai-go wa» (第五話)         | 4 de febrero de 2017  |
| 6  | «Episodio 6» «Dai-roku wa» (第六話)       | 11 de febrero de 2017 |
| 7  | «Episodio 7» «Dai-nana wa» (第七話)       | 18 de febrero de 2017 |
| 8  | «Episodio 8» «Dai-hachi wa» (第八話)      | 25 de febrero de 2017 |
| 9  | «Episodio 9» «Dai-kyū wa» (第九話)        | 4 de marzo de 2017    |
| 10 | «Episodio 10» «Dai-jū wa» (第十話)        | 11 de marzo de 2017   |
| 11 | «Episodio 11» «Dai-jū ichi wa» (第十一話) | 18 de marzo de 2017   |
| 12 | «Episodio 12» «Dai-jū ni wa» (第十三話)   | 24 de marzo de 2017   |

## Recepción
La obra fue condecorada con el premio a la "Excelencia" en el decimoséptimo Festival de arte de Japón y con el premio al "Mejor Manga General" en el 38.º Premio de Manga Kōdansha. También fue nominada al decimoséptimo Premio Cultural Tezuka Osamu. Consiguió el cuarto puesto en la quinto entrega del premio Manga Taishō. Obtuvo el séptimo lugar en la lista de 2013 de los premios de Comic Natalie. En las listas femeninas de la guía Kono Manga ga Sugoi! consiguió el segundo lugar en la lista de 2012 y el séptimo en la lista de 2017.
La revista especializada en libros y manga Da Vinci de Kadokawa y Media Factory ha revelado que, en su decimoséptimo edición del "Libro del año", el manga de Haruko Kumota ha obtenido el decimoctavo puesto del ranking de mangas. Dicho ranking no solo contempla las ventas (en este caso, de los volúmenes 1 al 11), sino también por los votos de 5.117 personas, que incluyen: críticos literarios, escritores y empleados de librerías.
Su mangaka, Haruko Kumota, ha recibido el Premio Cultural Tezuka Osamu en la categoría "Nuevo Artrista" por esta obra en su 21.ª edición.